# Peróxido de metiletilcetona
Peróxido de metiletilcetona ou MEKP (sigla em inglês para Methyl ethyl ketone peroxide) é um líquido transparente e viscoso altamente explosivo, além de liberar vapores tóxicos. É produzido pela reação entre metiletilcetona e peróxido de hidrogênio. Pode ser utilizado para remover tinta epóxi do concreto (decapante).